# Coppa Svizzera 1959-1960
La Coppa Svizzera 1959-1960 è stata la 35ª edizione della manifestazione calcistica. È iniziata il 14 settembre 1959 e si è conclusa l'8 maggio 1960. Questa edizione della coppa vide la vittoria finale del Lucerna.

## Regolamento
Turni ad eliminazione diretta in gara unica. Le partite terminanti in paritá dopo i tempi supplementari, potranno rigiocarsi una sola altra volta, se persiste il pareggio, si ricorre ad un sorteggio per stabilire la squadra qualificata al prossimo turno. Una prima fase vede la qualificazione di squadre attraverso delle eliminatorie regionali. Al terzo turno entrano in lizza le squadre di Lega Nazionale A e B.

## Squadre partecipanti
| Basilea           |
| Bellinzona        |
| Bienne            |
| Chiasso           |
| Grasshoppers      |
| Grenchen          |
| La Chaux-de-Fonds |
| Losanna           |
| Lucerna           |
| Lugano            |
| Servette          |
| Winterthur        |
| Young Boys        |
| Zurigo            |

| Aarau              |
| Berna              |
| Brühl              |
| Cantonal Neuchâtel |
| Friburgo           |
| Langenthal         |
| Lengnau            |
| Sciaffusa          |
| Sion               |
| Thun               |
| Urania Ginevra     |
| Vevey              |
| Young Fellows      |
| Yverdon            |

| Blue Stars Zurigo |
| Bodio             |
| Emmenbrücke       |
| Dietikon          |
| Höngg             |
| Locarno           |
| Mendrisio         |
| Rapid Lugano      |
| Red Star Zurigo   |
| San Gallo         |
| Solduno           |
| Wil               |

| Alle              |
| Baden             |
| Bassecourt        |
| Burgdorf          |
| Concordia Basilea |
| Delémont          |
| Moutier           |
| Nordstern         |
| Olten             |
| Old Boys Basilea  |
| Porrentruy        |
| Wettingen         |

| Bienne-Boujean |
| Bözingen 34    |
| Derendingen    |
| Étoile Carouge |
| Forward Morges |
| Malley         |
| Martigny       |
| Monthey        |
| Sierre         |
| Soletta        |
| Stade Payerne  |
| Versoix        |

| Aegerten-Brügg          |
| Altstetten              |
| Avenches                |
| Black Star              |
| Breite Basilea          |
| Brunnen                 |
| Bülach                  |
| Bütschwil               |
| Cadenazzo               |
| Central Friburgo        |
| Club Athletique Ginevra |
| Chailly                 |
| Chênois                 |
| Courtemaiche            |
| Dürrenast               |

| FC Geneva       |
| Fétigny         |
| Flurlingen      |
| Fontainemelon   |
| Gränichen       |
| Gerlafingen     |
| Grône           |
| Grünstern       |
| Hauterive       |
| Helvetia Berna  |
| Kickers Lucerna |
| Kirchberg       |
| Kleinhüningen   |
| Klus/Balsthal   |
| Köniz           |

| Kreuzlingen      |
| Küsnacht         |
| Lamone           |
| Le Locle-Sports  |
| Madretsch        |
| Mendrisio        |
| Minerva Berna    |
| Minusio          |
| Montreux-Sports  |
| Muhen            |
| Neumünster       |
| Oerlikon         |
| Oerlikon/Polizei |
| Orbe             |
| Oensingen        |

| Prilly-Sports  |
| Raron          |
| Reinach        |
| Renens         |
| Riehen         |
| Rorschach      |
| Schlieren      |
| Schöftland     |
| Seebach        |
| Selzach        |
| Signal Bernex  |
| Stade Lausanne |
| Südstern       |
| Tössfeld       |
| Turgi          |

| Uster           |
| Uznach          |
| Uzwil           |
| Vaduz           |
| Veltheim        |
| Wald            |
| Wädenswil       |
| Weinfelden      |
| Widnau          |
| Wollishofen     |
| Xamax Neuchâtel |
| Zugo            |

### 1º Turno Eliminatorio
| Squadra 1                      | Risultato     | Squadra 2        |
| ------------------------------ | ------------- | ---------------- |
| 13 settembre 1959              |               |                  |
| Regione di Zurigo              |               |                  |
| Bülach                         | 3 - 0         | Flurlingen       |
| Küsnacht                       | 4 - 3         | Altstetten       |
| Neumünster                     | 2 - 0         | Seebach          |
| Tössfeld                       | 2 - 0         | Veltheim         |
| Wädenswil                      | 3 - 2(d.t.s.) | Wald             |
| Wollishofen                    | 4 - 1         | Uster            |
| Oerlikon/Polizei               | 1 - 1(d.t.s.) | Oerlikon         |
| 20 settembre 1959(Ripetizione) |               |                  |
| Oerlikon                       | 1 - 0         | Oerlikon/Polizei |
| Regione Romancia               |               |                  |
| Club Athletique Ginevra        | 1 - 2         | Signal Bernex    |
| Fétigny                        | 8 - 1         | Avenches         |
| Fontainemelon                  | 2 - 4         | Hauterive        |
| FC Geneva                      | 3 - 6         | Chênois          |
| Orbe                           | 1 - 0(d.t.s.) | Renens           |
| Prilly-Sports                  | 2 - 5         | Montreux-Sports  |
| Raron                          | 3 - 1         | Grône            |
| Stade Lausanne                 | 1 - 0         | Chailly          |
| Xamax Neuchâtel                | 1 - 2         | Le Locle-Sports  |
| Regione di Berna               |               |                  |
| Aegerten-Brügg                 | 1 - 2         | Selzach          |
| Central Friburgo               | 4 - 2         | Köniz            |
| Kirchberg                      | 5 - 2         | Gerlafingen      |
| Madretsch                      | 2 - 3         | Courtemaiche     |
| Minerva Berna                  | 4 - 0         | Grünstern        |
| 20 settembre 1959              |               |                  |
| Dürrenast                      | 2 - 6         | Helvetia Berna   |
| Regione Nord-Ovest             |               |                  |
| Breite Basilea                 | 2 - 1         | Reinach          |
| Riehen                         | 5 - 0         | Black Star       |
| Regione di Lucerna             |               |                  |
| Südstern                       | 2 - 6         | Kickers Lucerna  |
| Zugo                           | 3 - 1         | Brunnen          |
| Regione Argovia                |               |                  |
| Gränichen                      | 1 - 2         | Muhen            |
| Schöftland                     | 2 - 4(d.t.s.) | Oensingen        |
| Turgi                          | 6 - 1         | Schlieren        |
| Regione di Soletta             |               |                  |
| Klus/Balsthal                  | 3 - 1         | Kleinhüningen    |
| Regione Ticino                 |               |                  |
| Lamone                         | 3 - 1         | Mendrisio        |
| 20 settembre 1959              |               |                  |
| Cadenazzo                      | 2 - 2(d.t.s.) | Minusio          |
| 23 settembre 1959(Ripetizione) |               |                  |
| Minusio                        | 5 - 2         | Cadenazzo        |
| Regione Orientale              |               |                  |
| Bütschwil                      | 1 - 3(d.t.s.) | Weinfelden       |
| Kreuzlingen                    | 3 - 2         | Uzwil            |
| Widnau                         | 1 - 6         | Rorschach        |
| Vaduz                          | 2 - 2(d.t.s.) | Uznach           |
| 20 settembre 1959(Ripetizione) |               |                  |
| Uznach                         | 2 - 3(d.t.s.) | Vaduz            |

### 2º Turno Eliminatorio
| Squadra 1                    | Risultato     | Squadra 2         |
| ---------------------------- | ------------- | ----------------- |
| 27 novembre 1959             |               |                   |
| Baden                        | 4 - 0         | Küsnacht          |
| Breite Basilea               | 0 - 2         | Alle              |
| Burgdorf                     | 5 - 1         | Central Friburgo  |
| Concordia Basilea            | 4 - 3         | Bülach            |
| Courtemaiche                 | 0 - 1         | Porrentruy        |
| Derendingen                  | 4 - 2         | Helvetia Berna    |
| Forward Morges               | 5 - 2         | Fétigny           |
| Hauterive                    | 3 - 0         | Delémont          |
| Kirchberg                    | 3 - 1         | Bienne-Boujean    |
| Kreuzlingen                  | 3 - 4         | Red Star Zurigo   |
| Lamone                       | 0 - 2         | Solduno           |
| Malley                       | 1 - 0         | Chênois           |
| Martigny                     | 9 - 1         | Montreux-Sports   |
| Minerva Berna                | 2 - 0         | Bözingen 34       |
| Minusio                      | 4 - 2         | Mendrisio         |
| Monthey                      | 3 - 4(d.t.s.) | Raron             |
| Nordstern                    | 1 - 0         | Muhen             |
| Oerlikon                     | 3 - 4(d.t.s.) | Dietikon          |
| Old Boys Basilea             | 5 - 0         | Le Locle-Sports   |
| Rapid Lugano                 | 5 - 2         | Kickers Lucerna   |
| Riehen                       | 2 - 1(d.t.s.) | Bassecourt        |
| Rorschach                    | 1 - 0         | Höngg             |
| San Gallo                    | 4 - 0         | Tössfeld          |
| Selzach                      | 1 - 4         | Soletta           |
| Sierre                       | 12 - 0        | Orbe              |
| Stade Lausanne               | 3 - 0         | Étoile Carouge    |
| Stade Payerne                | 5 - 1         | Oensingen         |
| Turgi                        | 3 - 1         | Emmenbrücke       |
| Vaduz                        | 4 - 1         | Blue Stars Zurigo |
| Versoix                      | 5 - 4(d.t.s.) | Signal Bernex     |
| Wädenswil                    | 2 - 0         | Locarno           |
| Wettingen                    | 6 - 2         | Neumünster        |
| Wil                          | 1 - 0         | Weinfelden        |
| Wollishofen                  | 1 - 3         | Olten             |
| Moutier                      | 2 - 2(d.t.s.) | Klus/Balsthal     |
| Zugo                         | 1 - 1(d.t.s.) | Bodio             |
| 11 ottobre 1959(Ripetizione) |               |                   |
| Klus/Balsthal                | 4 - 4         | Moutier           |
| 25 ottobre 1959(Ripetizione) |               |                   |
| Bodio                        | 2 - 1         | Zugo              |

### Trentaduesimi di Finale
| Squadra 1                     | Risultato     | Squadra 2         |
| ----------------------------- | ------------- | ----------------- |
| 1 novembre 1959               |               |                   |
| Aarau                         | 3 - 0         | Wil               |
| Alle                          | 3 - 0         | Langenthal        |
| Bellinzona                    | 4 - 3         | Solduno           |
| Berna                         | 7 - 1         | Concordia Basilea |
| Bienne                        | 4 - 1         | Old Boys Basilea  |
| Cantonal Neuchâtel            | 3 - 2         | Martigny          |
| Chiasso                       | 2 - 0         | Dietikon          |
| Derendingen                   | 0 - 1         | Basilea           |
| Forward Morges                | 0 - 3         | Losanna           |
| Friburgo                      | 8 - 1         | Malley            |
| Hauterive                     | 4 - 3(d.t.s.) | Sion              |
| Klus/Balsthal                 | 1 - 2         | Thun              |
| Kirchberg                     | 1 - 6         | Porrentruy        |
| Lengnau                       | 2 - 3         | Nordstern         |
| Lucerna                       | 6 - 1         | Wädenswil         |
| Lugano                        | 1 - 2         | Bodio             |
| Minerva Berna                 | 0 - 7         | Grenchen          |
| Minusio                       | 0 - 3         | Zurigo            |
| Rapid Lugano                  | 0 - 2         | Grasshoppers      |
| Raron                         | 3 - 2         | Vevey             |
| Red Star Zurigo               | 1 - 2         | Olten             |
| Riehen                        | 0 - 6         | Young Boys        |
| Rorschach                     | 0 - 3         | Brühl             |
| San Gallo                     | 4 - 1         | Baden             |
| Sierre                        | 1 - 2         | Yverdon           |
| Soletta                       | 1 - 2(d.t.s.) | Versoix           |
| Stade Lausanne                | 1 - 2         | La Chaux-de-Fonds |
| Urania Ginevra                | 6 - 0         | Stade Payerne     |
| Wettingen                     | 3 - 1         | Sciaffusa         |
| Winterthur                    | 5 - 0         | Vaduz             |
| Young Fellows                 | 5 - 1         | Turgi             |
| Burgdorf                      | 1 - 1(d.t.s.) | Servette          |
| 11 novembre 1959(Ripetizione) |               |                   |
| Servette                      | 4 - 1         | Burgdorf          |

### Sedicesimi di Finale
| Squadra 1                                        | Risultato     | Squadra 2          |
| ------------------------------------------------ | ------------- | ------------------ |
| 28 novembre 1959                                 |               |                    |
| Urania Ginevra                                   | 3 - 2         | Cantonal Neuchâtel |
| 29 novembre 1959                                 |               |                    |
| Aarau                                            | 0 - 3         | Young Boys         |
| Basilea                                          | 5 - 2         | Porrentruy         |
| Bellinzona                                       | 0 - 1         | Grasshoppers       |
| Bienne                                           | 9 - 1         | Nordstern          |
| Lucerna                                          | 3 - 2         | Young Fellows      |
| Olten                                            | 2 - 7         | Grenchen           |
| Raron                                            | 5 - 1         | Hauterive          |
| San Gallo                                        | 1 - 6         | Zurigo             |
| Versoix                                          | 2 - 5         | Yverdon            |
| Wettingen                                        | 2 - 7         | Thun               |
| Winterthur                                       | 8 - 1         | Bodio              |
| Alle                                             | 0 - 0(d.t.s.) | Berna              |
| Chiasso                                          | 0 - 0(d.t.s.) | Brühl              |
| Friburgo                                         | 2 - 2(d.t.s.) | Losanna            |
| Servette                                         | (Rinviata)    | La Chaux-de-Fonds  |
| 9 dicembre 1959(Ripetizioni)                     |               |                    |
| Berna                                            | 2 - 0         | Alle               |
| Brühl                                            | 0 - 3         | Chiasso            |
| Losanna                                          | 1 - 2         | Friburgo           |
| Servette                                         | 0 - 0(d.t.s.) | La Chaux-de-Fonds  |
| 16 dicembre 1959(2a Ripetizione)                 |               |                    |
| La Chaux-de-Fonds                                | 2 - 2(d.t.s.) | Servette           |
| 22 dicembre 1959(3a Ripetizione giocata a Berna) |               |                    |
| La Chaux-de-Fonds                                | 3 - 2         | Servette           |

### Ottavi di Finale
| Squadra 1                     | Risultato     | Squadra 2    |
| ----------------------------- | ------------- | ------------ |
| 27 dicembre 1959              |               |              |
| Bienne                        | 0 - 1         | Yverdon      |
| La Chaux-de-Fonds             | 1 - 0         | Grasshoppers |
| Lucerna                       | 4 - 1         | Berna        |
| Urania Ginevra                | 1 - 0         | Winterthur   |
| Zurigo                        | 2 - 1         | Chiasso      |
| Basilea                       | 1 - 1(d.t.s.) | Young Boys   |
| Friburgo                      | 3 - 3(d.t.s.) | Grenchen     |
| Raron                         | (Rinviata)    | Thun         |
| 3 gennaio 1960(Recupero)      |               |              |
| Thun                          | 7 - 0         | Raron        |
| 7 febbraio 1960(Ripetizione)  |               |              |
| Young Boys                    | 5 - 3         | Basilea      |
| 14 febbraio 1960(Ripetizione) |               |              |
| Grenchen                      | 3 - 1         | Friburgo     |

### Quarti di Finale
| Squadra 1        | Risultato | Squadra 2         |
| ---------------- | --------- | ----------------- |
| 21 febbraio 1960 |           |                   |
| Grenchen         | 1 - 0     | La Chaux-de-Fonds |
| Lucerna          | 6 - 0     | Thun              |
| Young Boys       | 6 - 3     | Urania Ginevra    |
| Zurigo           | 3 - 1     | Yverdon           |

### Semifinali
| Squadra 1                                     | Risultato     | Squadra 2  |
| --------------------------------------------- | ------------- | ---------- |
| 18 aprile 1960                                |               |            |
| Lucerna                                       | 3 - 1         | Young Boys |
| Grenchen                                      | 2 - 2(d.t.s.) | Zurigo     |
| 27 aprile 1960(1a Ripetizione)                |               |            |
| Zurigo                                        | 2 - 2(d.t.s.) | Grenchen   |
| 4 maggio 1960(2a Ripetizione giocata a Berna) |               |            |
| Grenchen                                      | 4 - 0         | Zurigo     |

### Finale
| Arbitro: | Wyssling (Zurigo) |

| |            |                                                                                      |
| Blättler 82’ | Marcatori  |                                                                                      |
| · Kunz · Glaus · Stehrenberger · Hofmann · Cerruti · Arn · Beerli · Hahn · 38’ Luscher · Wolfisberger · Frey · 38’ Blättler | Formazioni | Campoleoni Karrer Mumenthaler Sidler Morf Spahr Meier Hamel Glisovic Raboud I Dubois |
| Rudi Gutendorf | Allenatori | Franz Linken                                                                         |